# زنجبار
زنجبار (بالإنجليزية: Zanzibar) أو جمهورية زنجبار الشعبية (بالسواحلية: Jamhuri ya Watu wa Zanzibar) هي جزء من جمهورية تنزانيا الاتحادية على الرغم من أنها تتمتع بالحكم الذاتي في الشؤون الداخلية. وهي تتكون من مجموعة جزر واقعة بالمحيط الهندي تابعة لتنزانيا في شرق أفريقيا وتبتعد عن الساحل المسمى تنجانيقا 35 كلم (25 ميلاً)، و 118 ميلاً عن جنوب مومباسا (كينيا)، و 29 ميلاً عن شمالي دار السلام، و 750 ميلاً عن مدغشقر، و 500 ميلاً عن جزر القمر، وتتمتع بسلطة ذاتية واسعة، الجزر الرئيسية التي تشكل أرخبيل زنجبار هي أنغوجا وجزيرة بمبا وتومباتو وجزيرة مافيا (جزيرة مافيا ليست تابعة لأرخبيل زنجبار ولكنها واحدة من جزر البهار التنزانية التي تشمل أيضاً جزيرتي أرخبيل زنجبار أنغوجا وبمبا) من بين 52 جزيرة من الجزر، منها 27 جزيرة صغيرة تتوزع حول بمبا.

## التسمية
زنجبار كلمة عربية محرفة أصلها بر الزنج، وتسمى الجزيرة الكبرى (زنجبار) باللغة السواحلية.[بحاجة لمصدر]
أنغوجا وهي مركبة من كلمتين: أنغو ومعناها المنسف وجا ومعناها امتلاء.[بحاجة لمصدر]

## جزيرة انغوجا
أكبر الجزر وهي جزيرة زنجبار أو أنغوجا وهي عاصمة «زنجبار» (التابعة لتنزانيا) وتسمى «بستان أفريقيا الشرقية» ويبلغ طولها 85 كلم، وعرضها حوالي 40 كلم.
تتميز جزيرة انغوجا بأرضها الحجرية التي تصلح لزراعة الأرز والطلح والمهوغو والجزر والحبوب، وفيها حوالي مليون شجرة قرنفل، ويقطعها نهر كبير يسمى مويرا، وهو أكبر أنهارها. ويستمد أهل هذه الجزيرة الماء من عين نضاجة تفور في شمال المدينة، ويقال إن أصل هذه العين ينبع من البر العذب الأفريقي ثم يجري ماؤها تحت البحر إلى أن يظهر في شمال الجزيرة.
أما الجزيرة الثانية فيه جزيرة بمبا، وتسمى (الجزيرة الخضراء) ويبلغ طولها قرابة 78 كلم وعرضها 23 كلم أرضها خصبة جدا وتشتهر بزراعة القرنفل والنارجيل. وهي أكثر أمطارا من زنجبار وألين هواء. وقرنفلها غاية في الجودة وفيها حوالي ثلاثة ملايين شجرة قرنفل. وأرضها رملية وليست حجرية مثل أنغوجا. أما الجزر الأخرى فتقع شمال جزيرة بمبا مثل: قوتها أنغوما ومونغوه ويكاتي وإمبالا وأنجيا أوزي وأوسوبي وأنجاو، وأفينجة وفونزي وفقتوني ويدميبتي ومونغو وكجامبامبانو ومكوش وكسوامهرج.

## ستون تاون مدينة زنجبار الحجريه
مدينة ستون تاون «المدينة الصخرية» تقع على الساحل الغربي لجزيرة أنغوجا وهي عاصمة المنطقة، اكتسبت المدينة اسمها من العديد من المباني الصخرية والتي تقع في الجزء القديم من المدينة والتي دارت حولها العديد من القصص والحكايات، وقد بنيت في الواقع من المرجان والملاط وليس من الصخور. يوجد حاليًا ما يقارب 1700 مبنى من هذه المباني في جزء المدينة الصخرية من مدينة زنجبار، وقد صنفت 1100 مبنىً منها على أنها ذات دلالات معمارية. تحتوي هذه المنطقة الصغيرة والتي هي في الأصل شبه جزيرة وغالبًا ما تصبح جزيرة في معظم الأحيان وتبلغ مساحتها 83 كيلو متر مربع على 23 مجمعًا تجاريًا وكاتدرائيتان وأكثر من 50 مسجدًا و 157 برندا أو جلسة استراحة وأكثر من 200 بابًا منحوتًا. تم تصنيف المدينة الصخرية في مدينة زنجبار على أنها «إرث عالمي» من قبل الأمم المتحدة.

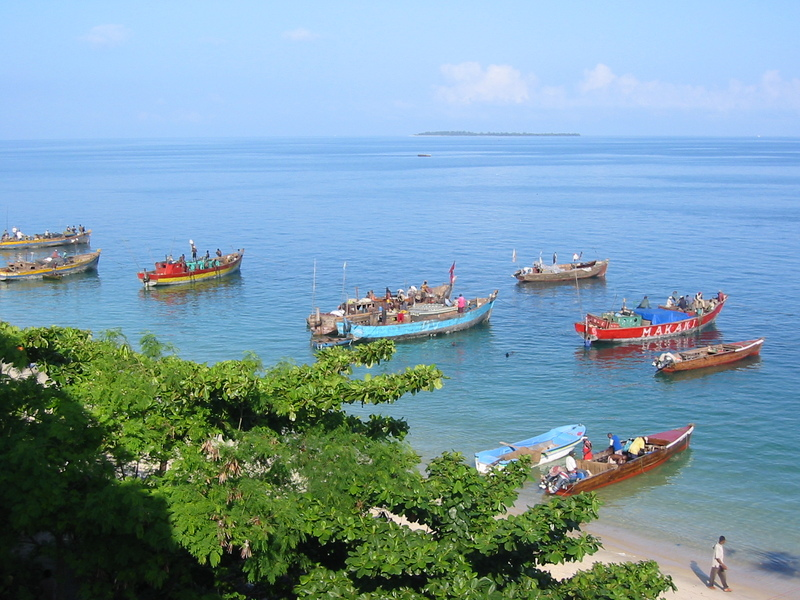
ستون تـاون
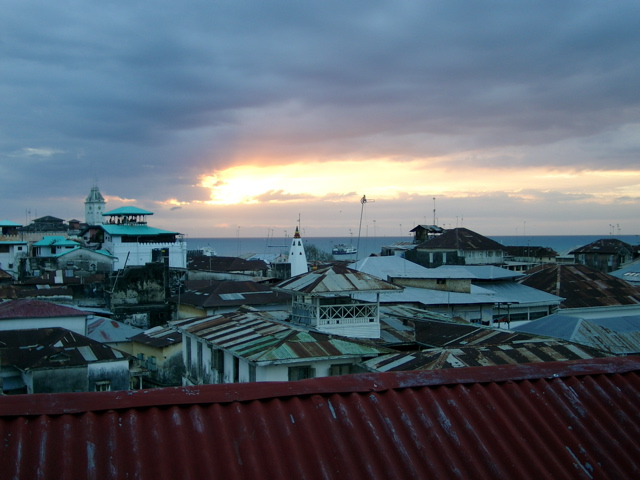
ستون تـاون
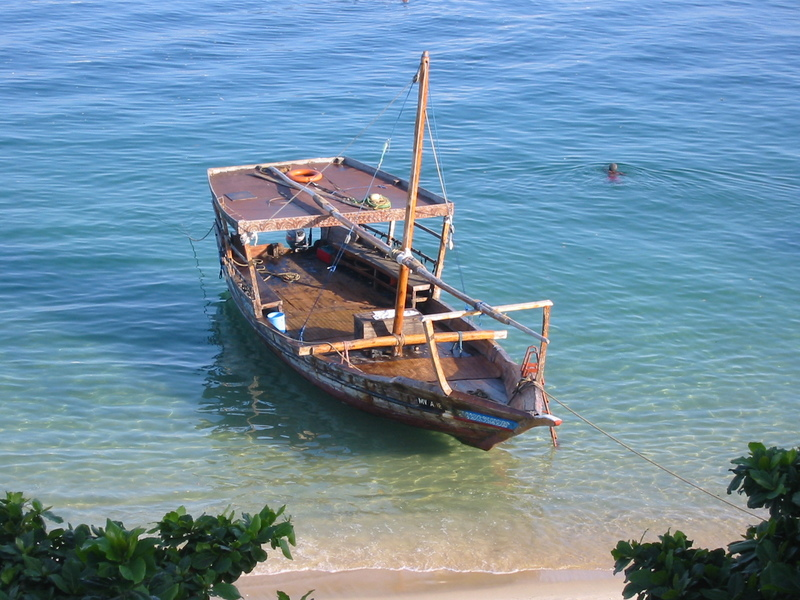
ستون تـاون

## التاريخ
دخلت زنجبار في الإسلام عن طريق الهجرات الإسلامية إلى شرق القارة الأفريقية في نهاية القرن الأول الهجري في عهد الدولة الأموية. وذلك أن قام الحجاج بن يوسف الثقفي في عهد الخليفة عبد الملك بن مروان بمحاولة ضم عمان إلى الدولة الأموية وكان يحكم عمان آنذاك الإخوان سليمان وسعيد ابنا الجلندي وقد امتنعا عن الحجاج فأرسل إلى عُمان جيشا كبيرا لا حول لهما به فآثرا السلامة وخرجا بمن تبعهما من قومها إلى بر الزنج شرق أفريقيا.
وقد استدل المؤرخون على ضوء هذه الحقيقة التاريخية على أن الوجود العربي في زنجبار سبق ظهور الإسلام لأن رحيل حاكما عُمان إليها بعددهم وعتادهما لا بد أن يستند على وجود سابق له يأمنان فيه على حياتهما وأموالهما وذويهما وقبل ذلك على دينهما.
وبعد هذه الهجرة التي قام بها حاكما عمان بدأ الوجود العماني في الجزيرة يتوطد أكثر وأكثر حتى أصبح ولاة زنجبار وجزرها تابعين لحكم أئمة عمان إلى أن جاء عهد السلطان سعيد بن سلطان بن الإمام أحمد البوسعيدي الذي فتح لزنجبار صفحة ناصعة في التاريخ بما أولاها من اهتمام غير مسبوق.
فعمل على تعزيز الصلات الحضارية وتوحيدها مع ساحل شرقي أفريقيا فأصبحت الدولة العمانية في عهد السيد سعيد بن سلطان (1804-1856 م) دولة ملاحية كبيرة يمتد نفوذها من سواحل عمان إلى جزيرة بمبا (الجزيرة الخضراء) وزنجبار على الساحل الشرقي لأفريقيا.

### زنجبار في عهد السلطان سعيد

الأميرة العمانية اميلي رويتي

وفي عام 1828 ميلادية قام السلطان سعيد بن سلطان بزيارة إلى الجزيرة، وعندما وصل إليها استهواه جمالها وطِيب مناخها مُقارَنةً بهجير عمان، فجعل من الجزيرة مقرّه الرسمي وعاصمة لمملكة يحكم منها عُمان وساحل إفريقيا، وأصبحت زنجبار منذ ذلك التاريخ عاصمة لمملكة عُمان. وسرعان ما تعاظمت وتكثّفت هجرات العُمانيين إلى الجزيرة ملتحقين بسلطانهم.
كان استقرار السلطان سعيد بن سلطان في زنجبار متوافقًا مع بدء إحساس الغرب بأهمية موقع زنجبار الاستراتيجي في ظل قواعده البحرية التقليدية، من حيث كونها موقع مواجهة مع ساحل أفريقيا الشرقي القريب من الهند ومن ساحل الخليج العربي. وكانت الكشوف الجغرافية من قبل ولفنجستون وستانلي وغيرها في أفريقيا سببًا كافيًا لكي يلتهب خيال أوروبا بالطمع في أفريقيا بعامة وزنجبار بوجه خاص.

### انتهاء الحكم العماني لزنجبار
انتهى الحكم العماني لزنجبار يوم 12 يناير 1964 حين أطاحت الثورة بآخر حاكم عماني لها وهو السلطان جمشيد بن سعيد أحد أبناء السلطان
سعيد.
وقد نجحت القوات الاستعمارية البريطانية آنذاك في تفرقة اللحمة الوطنية بين العرب والهنود والأفارقة، وقاموا بمساعدة حزب أفروشيرازي الذي ساهم في تجريد العرب من الهيمنة على الجزيرة خلال ثورة زنجبار سنة 1964.

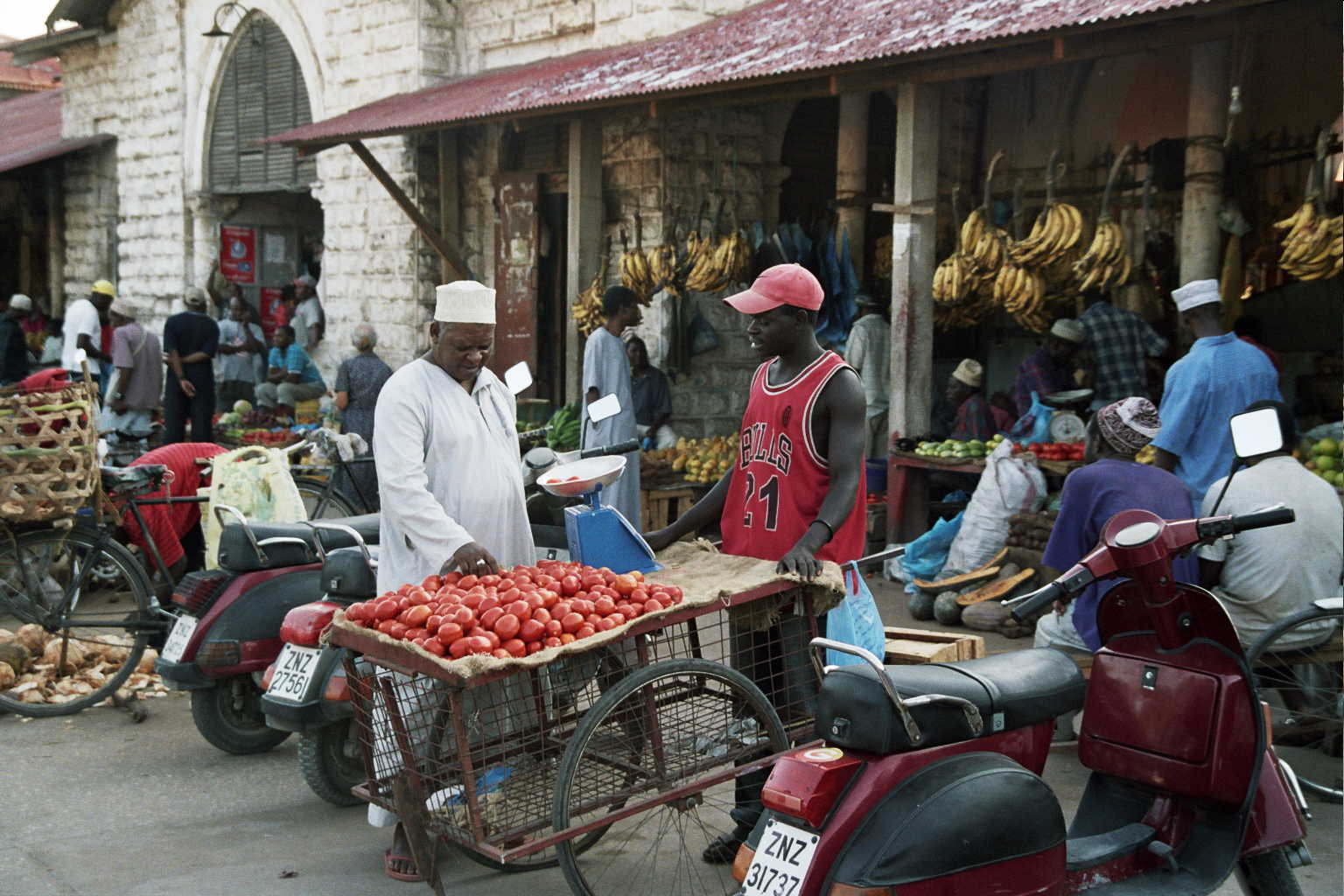
سوق أروشا الشعبي في زنجبار

حسب آخر إحصاء يبلغ عدد سكان زنجبار حوالي مليون شخص أغلبهم من المسلمين (98%) وبقية سكان زنجبار مسيحيون وهندوس وسيخ.
وأصول المسلمين بالإضافة إلى الأصل الأفريقي تعود إلى عُمان وفارس والهند وباكستان.
- كان السكان يتحدثون العربية كلغة رسمية في العهد العُماني كما كانت كذلك أغلب الدول المسلمة غير العربية والآن أصبحت لغة زنجبار هي السواحلية رسميا بجانب اللغة الإنجليزية التي خلّفها الاحتلال البريطاني.
- ويعاني المسلمون في البلاد حاليا من الفقر والتخلف رغم ارتفاع نسبتهم وكثرة كنوز أراضيهم.

### الاستعمار البرتغالي
كانت زيارة فاسكو دا غاما عام 1498 بمثابة بداية النفوذ الأوروبي. في عام 1503 أو 1504، أصبحت زنجبار جزءًا من الإمبراطورية البرتغالية عندما نزل القبطان روي لورينسو رافاسكو ماركيز إلى الشاطئ وتلقى الجزية من السلطان مقابل السلام.  ظلت زنجبار تحت السيطرة البرتغالية لمدة تقرب من قرنين من الزمان. في البداية، أصبحت جزءًا من مقاطعة البرتغال في الجزيرة العربية وإثيوبيا وكان يديرها حاكم عام. حوالي عام 1571، أصبحت زنجبار جزءًا من القسم الغربي من الإمبراطورية البرتغالية وكانت تديرها موزمبيق. ومع ذلك، يبدو أن البرتغاليين لم يديروا زنجبار عن كثب. وجدت أول سفينة إنجليزية تزور أونغوجا، إدوارد بونافنتورا في عام 1591، أنه لا يوجد حصن أو حامية برتغالية. كان نطاق احتلالهم عبارة عن قاعدة رئيسية تجارية حيث يتم شراء المنتجات وتجميعها لشحنها إلى موزمبيق. «من نواحٍ أخرى، فقد كانت شؤون الجزيرة تدار من قبل «الملك» المحلي، سلف مويني مكو من دونغا».  انتهى هذا النهج المحايد عندما أنشأ البرتغاليون حصنًا في جزيرة بمبا حوالي عام 1635، وذلك استجابةً لمذبحة السلطان مومباسا للمقيمين البرتغاليين قبل سنوات قليلة. كانت البرتغال تعتبر بمبا منذ فترة طويلة نقطة انطلاق مزعجة للتمردات في مومباسا ضد الحكم البرتغالي.
أصول سلاطين أنغوجا الدقيقة غير مؤكدة. ومع ذلك، يُعتقد أن عاصمتهم في أنغوجا أوكوو كانت مدينة واسعة النطاق. ربما بناها السكان المحليون، وكانت تتألف بشكل أساسي من مواد قابلة للتلف.

## حالة السكان
حالة السكان:

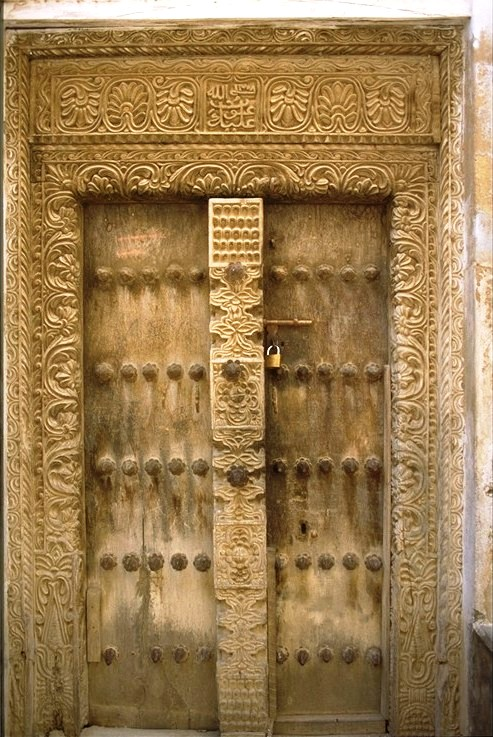
باب في زنجبار عام 1996.

الحرفة الأولى للسكان هي الزراعة ومن أهم محاصيلهم:
-القرنفل الذي اشتهرت به البلاد في كل العالم وكان يوجد منه ما بين 3 و 4 ملايين شجرة مما جعلها المركز الأول في تصديره عالميا وأول من أدخل زراعته فيها هو السلطان العماني سعيد بن سلطان
- محاصيل الجزر وجوز الهند والمانجو والذرة
- يعمل أهالي زنجبار بحرفة الصيد كيف لا وجزرهم تقع بكاملها في مياه المحيط الهندي
- ينشط في البلاد قطاع الصناعة اعتمادا على الزراعة وخاصة صناعات الزيت والحلوى والدواء
- وحاليا يزدهر قطاع السياحة بسبب شواطئ الجزيرة الطويلة بالإضافة إلى مناظرها الطبيعية الخلابة.

## اقتصاد زنجبار

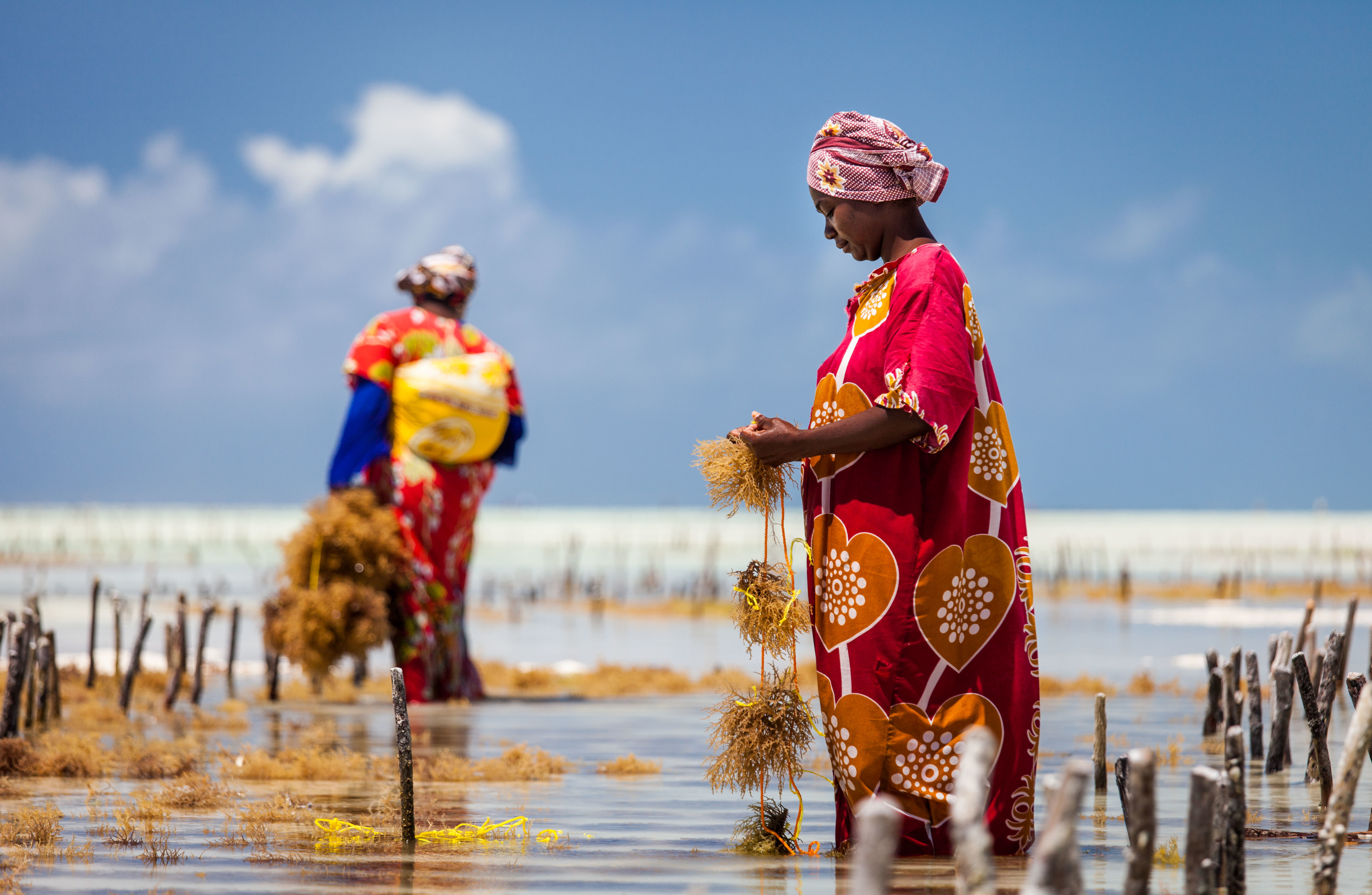
إستزراع الأعشاب البحرية في جامبياني.

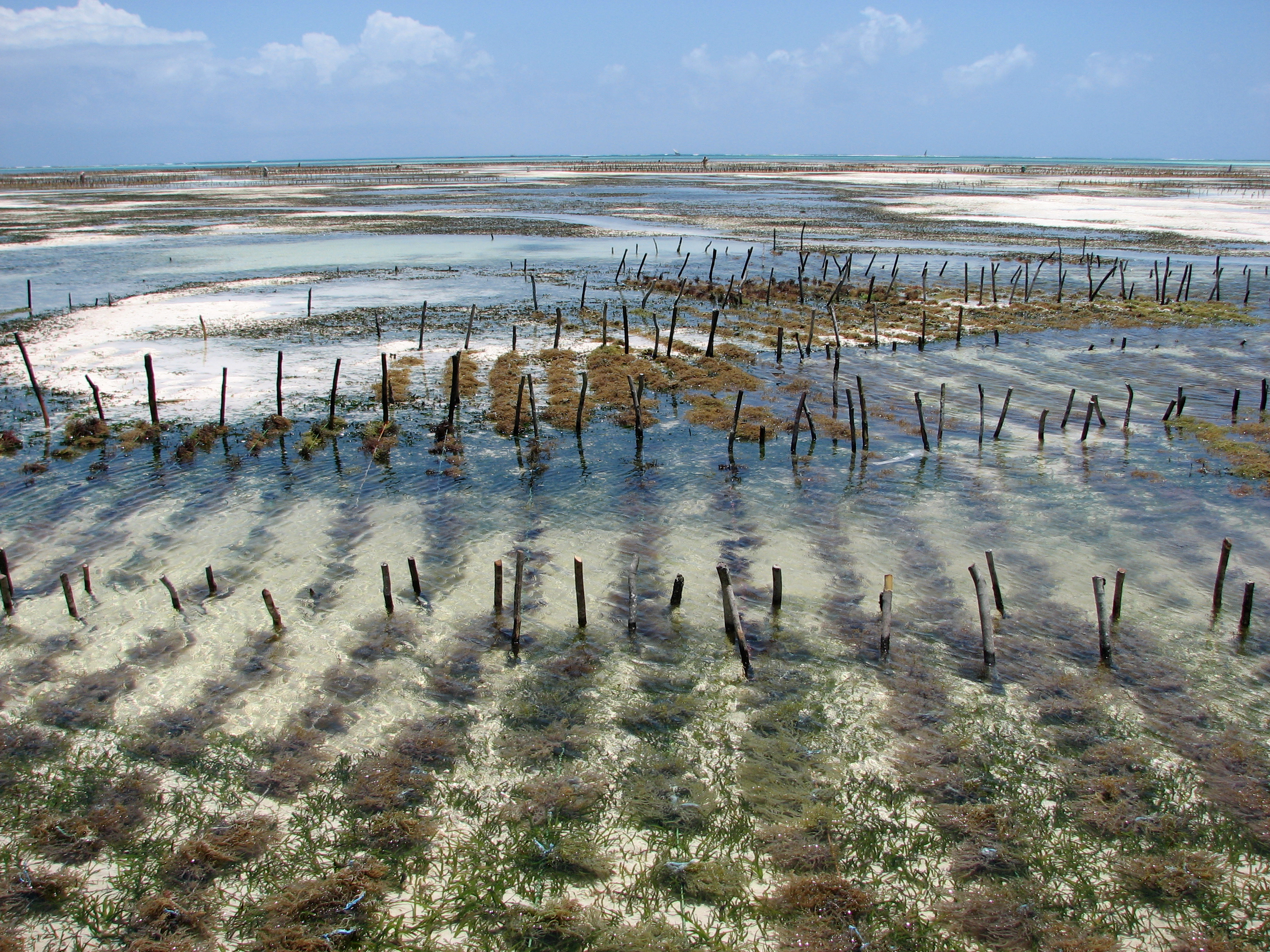
تربية الأحياء المائية من الطحالب الحمراء (Eucheuma)، جامبياني.

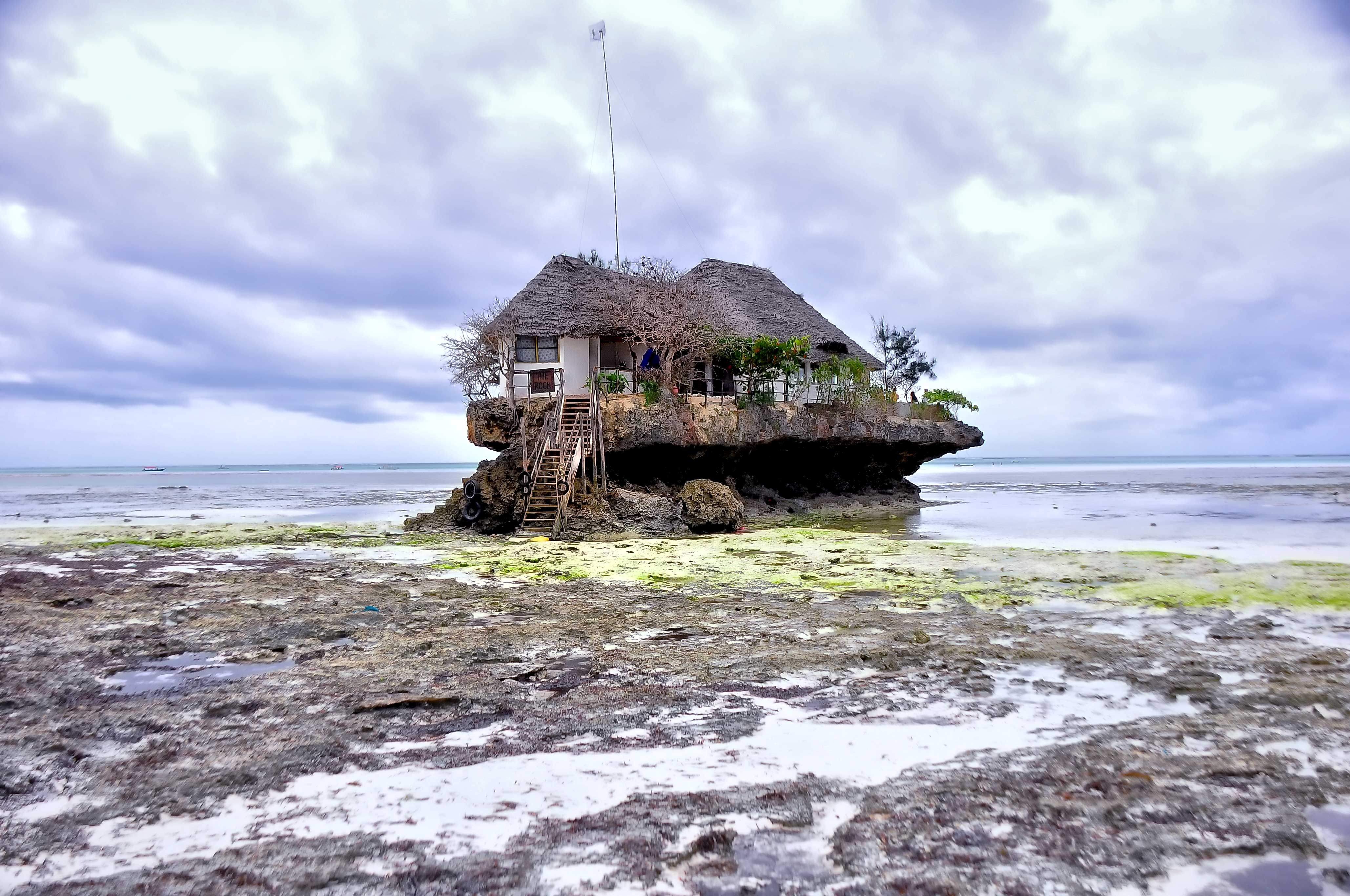
السياحة هي واحدة من القطاعات الرئيسية للاقتصاد في زنجبار.

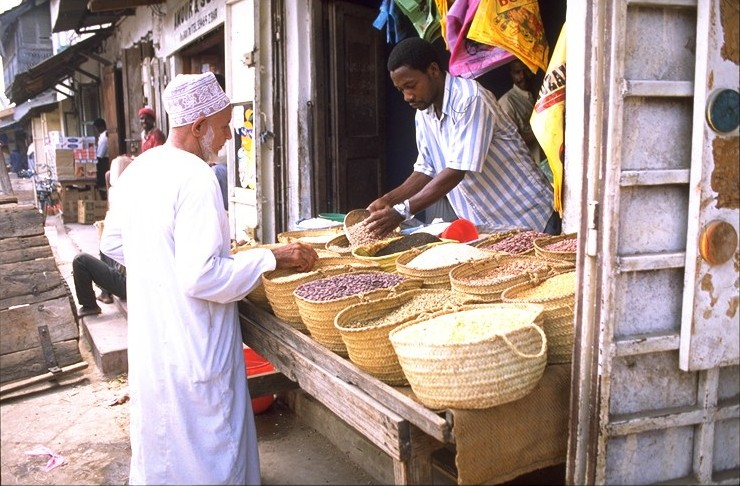
كشك السوق في ستون تاون في زنجبار.

يقوم الاقتصاد في زنجبار على البهارات فانيليا وقرنفل والسياحة ويأتي اقتصاد زنجبار في المركز 185 في أكبر اقتصادات العالم.

## تاريخ زنجبار
عرفت زنجبار عند قدماء الإغريق والرومان باسم منوثياس، وكانت لها صلات تجارية معها. وأول ذكر لزنجبار كان في كتاب ألف باليونانية ويسمى قاموس المحيط الهندي ولا يعرف اسم المؤلف إلا أنه مصري من أصول يونانية سكن ميناء برنيس على البحر الأحمر عام 60 ميلادي. وفي أواخر القرن العاشر ميلادي أسس العجم الشيرازيون إمارات على الساحل أفريقيا الشرقي وأشهرها إمارات كيلوا وزنجبار وبمبا ومومباسا.
احتلها البرتغاليون من 1503 حتى 1698م، وفي عام 1528م استولت إمارة زنجبار على مومباسا، ثم دخلت في اتحاد مع البرتغال كسبت فيه إعفائها من المكوس. 

قام العمانيون بطردهم في عهد الإمام سلطان بن سيف اليعربي بداية من عام 1652م، وفي عهد سعيد بن سلطان البوسعيدي أحدث طفرة نوعية في الجزيرة واختارها عاصمة لدولته لأن بها المقومات الأساسية كالموقع الجغرافي المتميز والمناخ المعتدل. وكان هو أول من أدخل القرنفل إليها من جزيرة موريشيوس وتولّى الحكم بعده ماجد بن سعيد الذي انفصل عن عمان ثم برغش بن سعيد ثم أضحت محمية بريطانية بعد وفاته.
- التنازل عن مقديشو في 1905 لإيطاليا ومومباسا لكينيا في 1963.
- استقلت من بريطانيا كسلطنة ذات سيادة في 19 ديسمبر 1963.

12 يناير 1964 - عبيد كرومي يقوم بثورة ضد السلطان «جمشيد بن عبد الله» في سلطنة زنجبار (الواقعة حاليا في تنزانيا) والتي كانت خاضعة لحكم البوسعيديين، ويعلن قيام الجمهورية. وقد قُتل خلال هذا الانقلاب ما بين 5,000 و 12,000 زنجباري من أصول عربية وهندية، إضافة لاعتقال ونفي الآلاف.
سنة 1964 قام انقلاب عسكري في زنجبار ضد حكم العرب الذين يمثلون 21% من سكان تانزانيا وقتها، وشاركت المخابرات الإسرائيلية في الانقلاب كما يقول الكاتب يوسي ميلمان بجريدة هأرتس في مقال له بتاريخ 7/8/2009 وذكر حتى أسماء عدد من ضباط المخابرات الإسرائيلية المشاركين في الانقلاب ومنهم (دافيد كيمحي ورؤوفين مرحاف وناحوم أدموني)..[بحاجة لمصدر]
وتولى جون أوكيلو عملية الانقلاب. يوم الانقلاب دخل مرتزقة أوغنديين تابعين لجون أوكيلو وركّزوا على قتل العرب وبدأت المذبحة بقتل 5 آلاف وإحراق جثثهم، ثم نقلهم للمقابر الجماعية والتليفزيون الإيطالي لديه تسجيل نادر للأحداث.
دخلت تنجانيقا مع زنجبار في اتحاد فيدرالي ليُشكّلا جمهورية تانزانيا الاتحادية أو (تانزانيا) (بأخذ الحرفين الأولين من كل منهما) في 12 يناير 1964.